# Luis Hierro Rivera
Luis Hierro Rivero, político de Uruguay perteneciente al Partido Colorado.

## Biografía
Nació en el departamento de Treinta y Tres. Fue el secretario político del militar colorado Gral. Basilicio Saravia (hermano del caudillo blanco Aparicio Saravia), participó en la revolución de 1904 y fue Jefe Político de Treinta y Tres (equivalente a Intendente). Después fue ministro de la Corte Electoral, director del diario El Ideal; fue también amigo personal y político de José Batlle y Ordóñez.
Fue diputado por su departamento en el periodo 1920-1923. También realizó una suplencia en el Senado en 1945.
Con Luis Hierro se inicia una dinastía política: su hijo Luis Hierro Gambardella fue un prominente político en el partido, y su nieto Luis Hierro López llegó a la Vicepresidencia de la República.